# Hochbaufacharbeiter

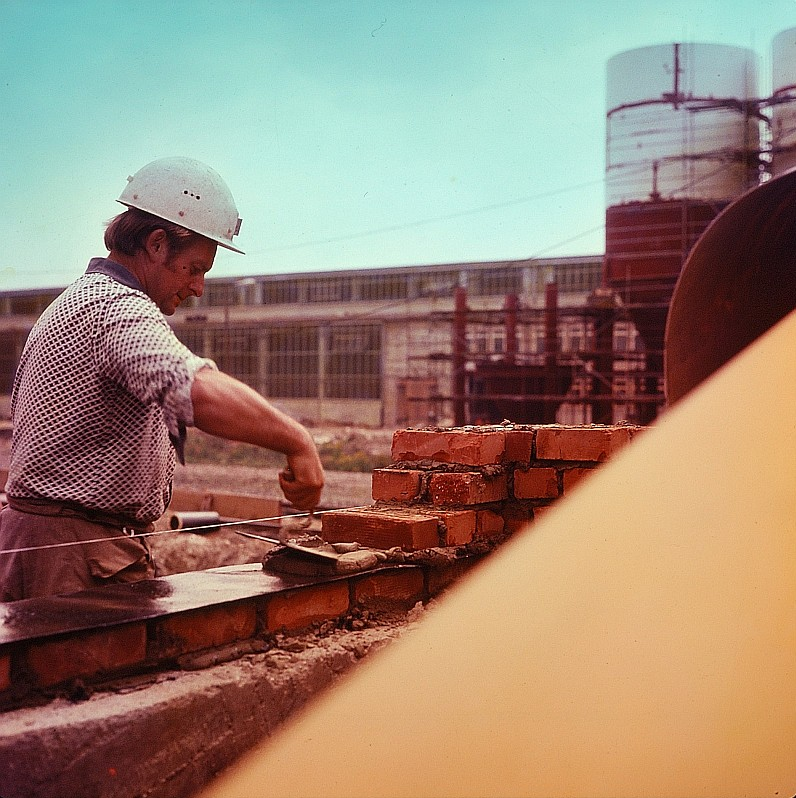
Hochbaufacharbeiter, Aufnahme 1976

Der Hochbaufacharbeiter ist ein seit 1974 staatlich anerkannter Ausbildungsberuf nach dem Berufsbildungsgesetz und der Handwerksordnung.

## Ausbildungsdauer und Struktur
Die Ausbildungsdauer zum Hochbaufacharbeiter beträgt in der Regel zwei Jahre. Die Ausbildung erfolgt an den Lernorten Betrieb und Berufsschule.
Der Beruf verfügt über die Schwerpunkte
- Maurerarbeiten,
- Beton- und Stahlbetonarbeiten sowie
- Feuerungs- und Schornsteinbauarbeiten.

Es handelt sich um eine Stufenausbildung, d. h. eine erfolgreich abgeschlossene Ausbildung kann in einem weiteren, darauf aufbauenden Ausbildungsberuf vertieft werden. Ein Hochbaufacharbeiter kann daher ein weiteres Jahr lernen und dann einen Abschluss als Maurer, Beton- und Stahlbetonbauer, Feuerungs- und Schornsteinbauer, Bauwerksmechaniker für Abbruch und Betontrenntechnik oder Zimmerer erwerben.

## Arbeitsgebiete
Hochbaufacharbeiter stellen Baukörper, d. h. komplette Gebäude aus Steinen, und Bauteile aus Stahlbeton und Beton her. Sie finden ihren Arbeitsplatz im Wohnungsbau, im Industriebau, aber auch im öffentlichen Bau. Sie erstellen Baukörper, können aber auch bestehende Gebäude modernisieren, instand setzen oder sanieren.
- Im Schwerpunkt Maurerarbeiten vertiefen sie ihre Qualifikationen und bauen Stahlbetonfertigteile ein, erstellen Schalungen, stellen Wände und Ecken her und führen Wand- und Deckenputzarbeiten aus.
- Im Schwerpunkt Beton- und Stahlbetonarbeiten zimmern sie Schalungen und bringen sie an die gewünschte Stelle. In den so entstehenden Hohlraum bringen sie nun durch biegen und flechten eine Stahlbewehrung ein. Anschließend stellen sie Betonmischungen her, bringen den Beton ein und verdichten ihn. Die Verzimmerung wird anschließend gelöst und der Beton wird bei Bedarf nachbehandelt.
- Im Schwerpunkt Feuerungs- und Schornsteinbauarbeiten errichten Hochbaufacharbeiter Feuerungsanlagen, Schornsteine und Abzugskanäle. Sie bauen Stahlbetonfertigteile ein und stellen Bewehrungen her.

## Ausbildungsvergütung
Die Höhe der monatlichen Ausbildungsvergütung richtet sich häufig nach tarifvertraglichen Festlegungen. Folgende Vergütungen sind seit 1. Mai 2011 nach Angaben der Handwerkskammer zu Köln vereinbart:
- 1. Ausbildungsjahr: 632,00 Euro
- 2. Ausbildungsjahr: 971,00 Euro
- Weihnachtsgeld: 301,66 Euro pro Jahr und
- Urlaubsgeld rund 30 % der monatlichen Vergütung.

## Entwicklung
Die Anzahl der Auszubildenden ist rückläufig. Gab es 2001 im Bauhauptgewerbe noch über 63.000 Ausbildungsplätze, so waren es 2006 bereits nur noch knapp 42.000.